# Hockeria micans
Hockeria micans är en stekelart som först beskrevs av James Waterston 1915.  Hockeria micans ingår i släktet Hockeria och familjen bredlårsteklar. Inga underarter finns listade i Catalogue of Life.